# Nebris
Nebris és un gènere de peixos de la família dels esciènids i de l'ordre dels perciformes.

## Morfologia
- Cos allargat i afusat cap enrere.
- Cap ample, arrodonit i amb la part de dalt cavernosa i molt esponjosa al tacte.
- Ulls petits.
- El marge del preopercle és llis.
- Boca gran al capdavant, obliqua i amb la mandíbula inferior sortint.
- Sense barbons a la mandíbula inferior.
- Aleta dorsal amb una gran fenedura.
- Aleta de la cua amb un extrem angular.
- Escates petites i llises cobrint les aletes dorsal i anal.

## Taxonomia
- Nebris microps (Cuvier, 1830)[2]
- Nebris occidentalis (Vaillant, 1897)[3][4][5][6][7][8][9]